# Rorschacherberg
Rorschacherberg est une commune suisse du canton de Saint-Gall, située dans la circonscription électorale de Rorschach.

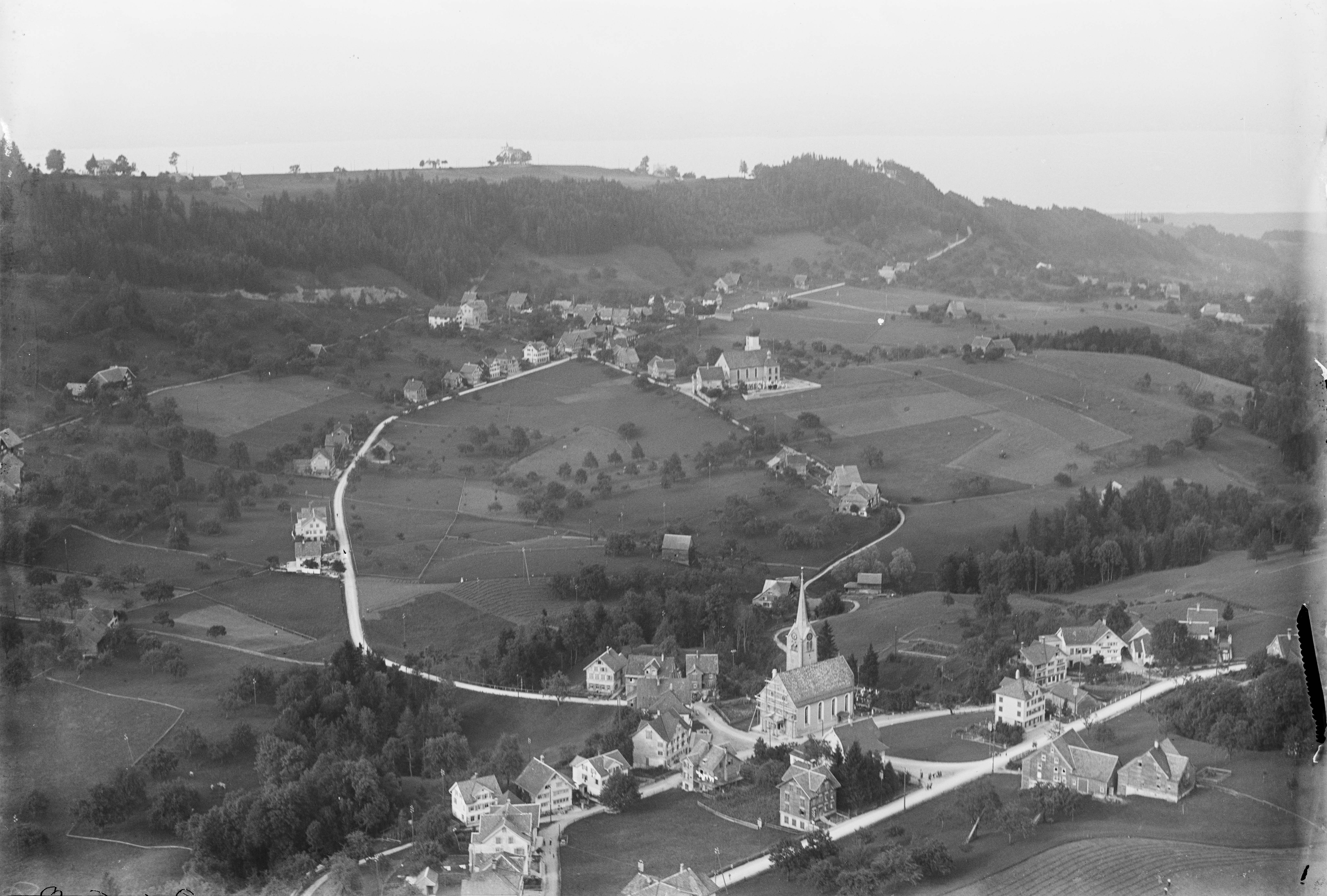
Photo aérienne prise à 300 m par Walter Mittelholzer (1923)